# Spannungsintensitätsfaktor
Der Spannungsintensitätsfaktor (kurz SIF oder K-Faktor) {\displaystyle K} ist ein Maß für die Intensität des Spannungsfeldes in der Nähe einer Rissspitze. Er ist eine skalare Größe, die von der äußeren Belastung sowie von der Geometrie des Risses und des Bauteils abhängt. Vom Wert des Spannungsintensitätsfaktors hängt das weitere Risswachstum ab.
Derjenige Spannungsintensitätsfaktor, bei dem es zur Rissinitiierung und schließlich zum Gewaltbruch kommt, ist der kritische Spannungsintensitätsfaktor {\displaystyle K_{\mathrm {C} }}. Dieser Werkstoffkennwert wird auch als Riss- oder Bruchzähigkeit bezeichnet.

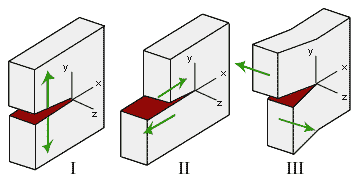
Rissöffnungsarten

Im Allgemeinen werden drei Rissöffnungsarten (Rissöffnungsmodi) unterschieden, denen jeweils ein Spannungsintensitätsfaktor zugeordnet ist:
- Der Index {\displaystyle \mathrm {I} } charakterisiert die Rissöffnung senkrecht zur Rissfläche (engl. opening mode). Dieser Rissöffnungsmodus  hat die größte Bedeutung in der Praxis.

Mit Hilfe des Parameters {\displaystyle K_{\mathrm {I} }} kann das vollständige Spannungsfeld an der Spitze des nach Modus {\displaystyle \mathrm {I} } beanspruchten Risses charakterisiert werden:
{\displaystyle K_{\mathrm {I} }=\sigma \cdot {\sqrt {\pi \cdot a}}\cdot f.}
Darin beschreibt
- {\displaystyle \sigma } die Spannung im Bauteilquerschnitt ohne Risse (Nennspannung)
- a die Risslänge
- f bzw. Y einen Korrekturfaktor, der von der Risslänge, von der Bauteilgeometrie und von der Belastungssituation abhängt.

Für {\displaystyle K_{\mathrm {I} }} wird die Maßeinheit {\displaystyle {\frac {\mathrm {N} }{\sqrt {\mathrm {mm} ^{3}}}}} oder {\displaystyle \mathrm {MPa} \cdot {\sqrt {\mathrm {m} }}} verwendet.
- Die Öffnungsarten {\displaystyle \mathrm {II} } und {\displaystyle \mathrm {III} } beschreiben Längs- (sliding mode) bzw. Querscherung (tearing mode).